# Cortimpiano
Cortimpiano è stata una corte feudale dell'Italia medievale, parte dell'attuale comune di Pagani, in via Malet.
Contesa tra bizantini, longobardi, arabi e normanni, si dotò intorno al X secolo di un possente castello, oggi in rovina.
Cortimpiano è stata culla e dimora per oltre due secoli di casa Filangieri e riferimento per l’intero territorio dal 1136 al 1220.

## Storia

Il ducato longobardo di Benevento nell'VIII secolo.

Per ostacolare l'espansione beneventana, nel IX secolo i duchi di Napoli concessero l'area ai saraceni, che vi edificarono una colonia militare.
L'insediamento fu poi riconquistato dai longobardi, eretto a baronia ed annesso alla contea di Nocera, circoscrizione del principato di Salerno.
È probabilmente in questo periodo che l'insediamento divenne una vera e propria corte feudale (da cui il nome).
Tra il X e l'XI secolo vari latifondi locali, ormai incolti, furono bonificati per conto dei monasteri salernitani di San Massimo e Santa Sofia, cui erano stati donati.
Per difendere queste colture dalle incursioni saracene, a partire dal 984 la contea si dota di nuove strutture difensive.

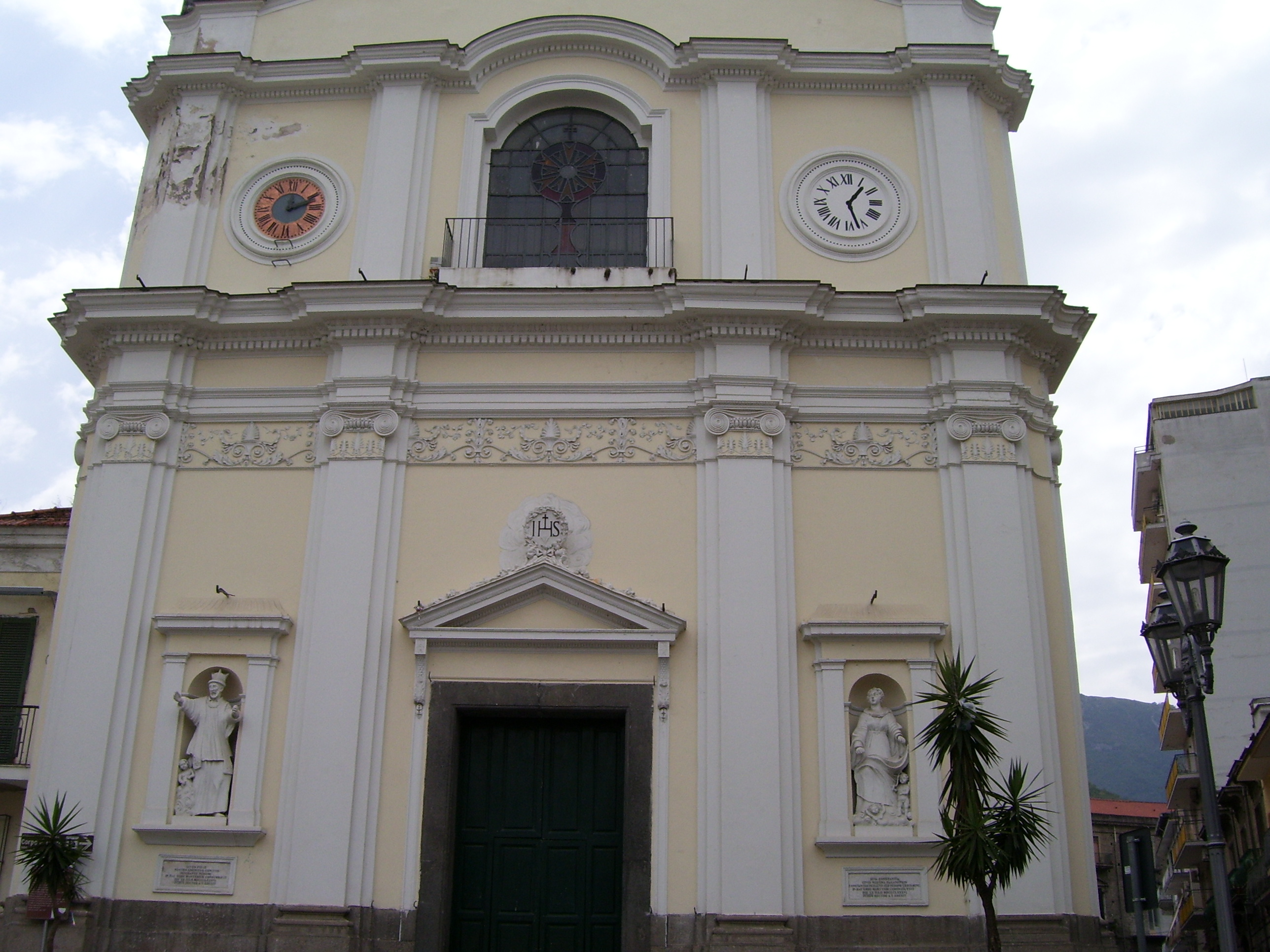
Chiesa del Corpo di Cristo, un tempo inglobata nella corte principale del castello

Tra alti e bassi, il principato longobardo di Salerno dominò l'area fino al 1076-77, anno in cui fu conquistata dai suoi ex-alleati normanni.
Mentre il territorio di Salerno finiva nell'orbita del ducato normanno di Puglia, la contea di Nocera passò sotto la giurisdizione del principato normanno di Capua.

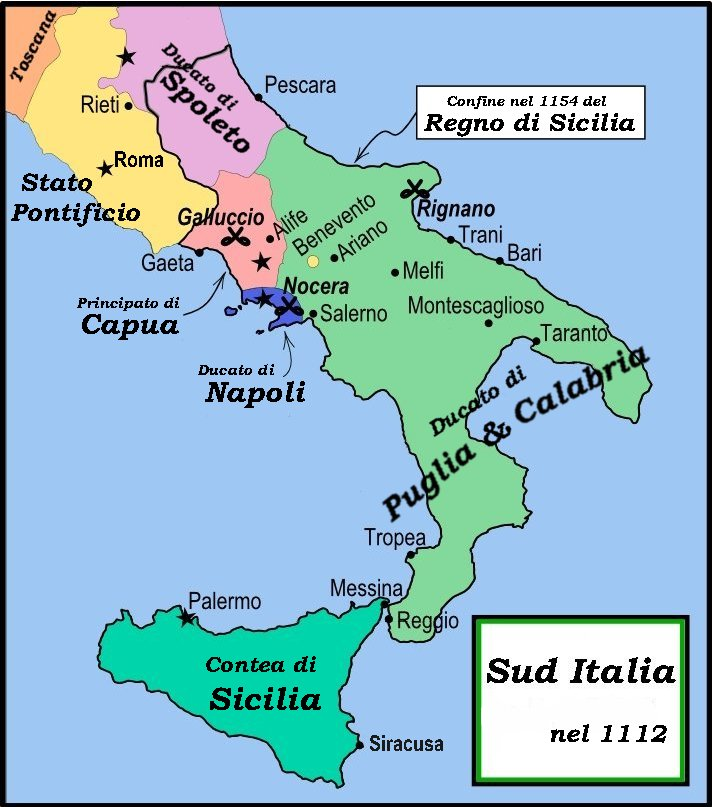
Il sud Italia nel XII secolo.

Nel 1130 Ruggero II d'Altavilla (duca di Puglia, Calabria e Sicilia) accorpò i possedimenti normanni nell'Italia meridionale nel regno di Sicilia, ma alcuni nobili, tra cui Rainulfo di Alife e Roberto II di Capua (entrambi discendenti dai Drengot, grandi condottieri normanni del secolo precedente), rifiutarono di giurargli fedeltà.
Ne conseguì una guerra ed il 24 luglio 1132 i ribelli sconfissero l'esercito regio nella battaglia di Nocera, ma non definitivamente, sicché - grazie ad intrighi, sequestri e rappresaglie - tra il 1134 ed il 1135 Ruggero riuscì a ribaltare la situazione e spodestò Roberto II in favore di suo figlio Alfonso.
A sostegno dei ribelli giunsero allora le truppe di papa Innocenzo II e dell'imperatore Lotario II, che nel 1137 deposero Ruggero II da duca di Puglia in favore di Rainulfo e restituirono Nocera a Roberto.

L'imperatore, però, abbandonò presto la campagna, sicché Ruggero poté riconquistare le terre perdute (distruggendo buona parte di Nocera) e si vide definitivamente riconosciuti i titoli di re di Sicilia, duca di Puglia e principe di Capua.
Nel 1194 il regno fu poi ereditato dagli svevi, che lo persero nel 1266 in favore degli angioini.
In seguito alle guerre del Vespro (1282-1302), il territorio passò sotto la giurisdizione del neonato regno angioino di Sicilia citeriore (anche noto come regno di Napoli, dal nome della sua capitale), seguendone da allora in poi le sorti.

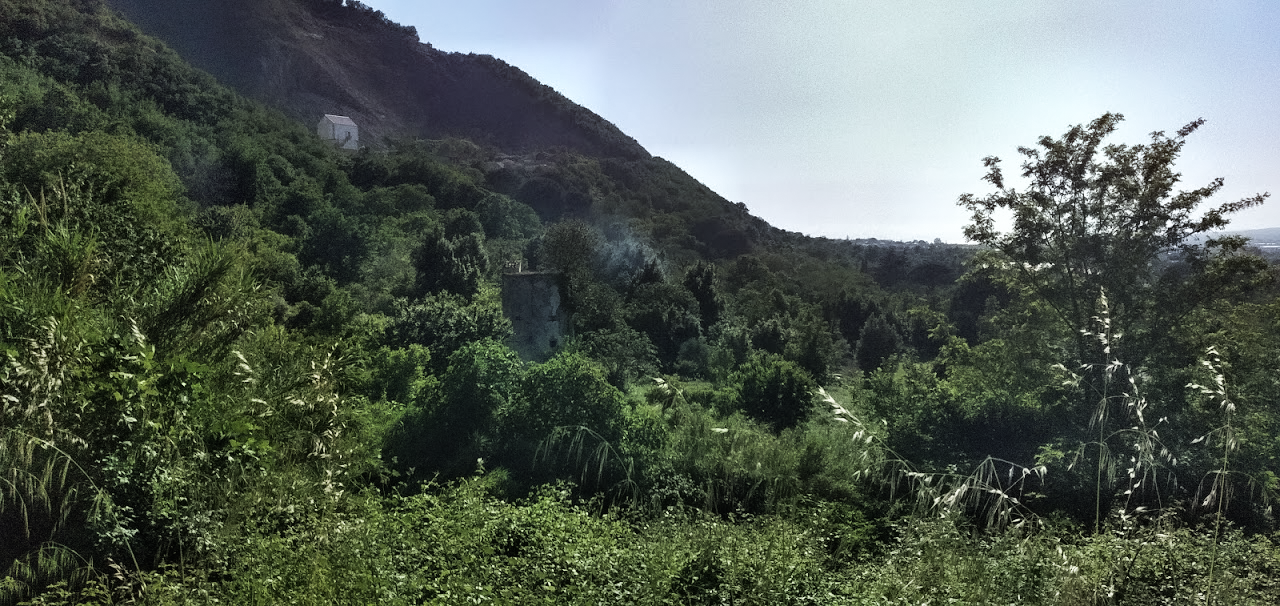
Torre dei Briganti, comunemente nota come Torretta, parte del sistema difensivo della corte

Verso gli inizi del 1400 Pietro Pagano  (appartenente alla nobile famiglia di stirpe normanna) ebbe la signoria di Cortimpiano. Da quel momento tale località viene indicata nei documenti come delli Pagani (locus paganorum, casa paganorum e Casalis paganorum). Circa il toponimo della città di Pagani, si ritiene che deriverebbe proprio da tale nobile famiglia.
All'inizio del '700 il castello era già in rovina, ma vi si scorgevano: gran parte del castello o palagio [...] e si vedeva altresì una casa dove la gabella dell'olio si esigeva [...] e una porta.
Ne rimane oggi solo un torrione circolare (di proprietà privata) ed una torretta alle falde del Monte Albino, detta Torre dei Briganti.

## Famiglie più influenti
- Il castello è originariamente citato tra i possedimenti di Potone (nipote del duca di Benevento).
- Successivamente diventa possesso dei Filangieri.
- Nel 1433 Pietro Pagano ebbe la signoria di Cortimpiano, che viene indicata nei documenti come locus paganorum, casa paganorum o casalis paganorum.[5]

### Approfondimenti
1. ↑  Vedi anche: Storia dell'islam nell'Italia medievale, Arabi § Gli arabi in Italia e Saraceni § La conquista della Sicilia e le incursioni nell'Italia meridionale e in Sardegna.
2. ↑  Vedi anche: Langobardia Minor, Longobardi § Dopo il 774 - la Langobardia Minor, Pandolfo Testadiferro e Guaimario IV di Salerno.
3. 1 2  Vedi anche: Guerre bizantino-normanne, Conquista normanna dell'Italia meridionale e Normanni § Normanni in Italia meridionale.
4. ↑  Vedi anche: Rainulfo di Alife § Scontri con il rivale Altavilla.